# Chris Sununu
Christopher Thomas (Chris) Sununu (Salem, 5 november 1974) is een Amerikaanse ingenieur en politicus van de Republikeinse Partij. Tussen 2017 en 2025 was hij gouverneur van de Amerikaanse staat New Hampshire.

## Biografie
Chris Sununu werd geboren in het uiterste zuidoosten van New Hampshire. Zijn vader John Sununu I, eveneens een Republikeins politicus, was tussen 1983 en 1989 gouverneur van New Hampshire en aansluitend stafchef van het Witte Huis onder president George H.W. Bush. Zijn oudere broer John Sununu II zetelde in het Huis van Afgevaardigden van de Verenigde Staten (1997–2003) en in de federale Senaat (2003–2009). De familie heeft een Grieks-orthodoxe achtergrond.
Sununu volgde onderwijs op een middelbare school voor wetenschap en techniek in Virginia. Nadien ging hij in 1993 civiele techniek en milieukunde studeren aan het Massachusetts Institute of Technology, waar hij vijf jaar later afstudeerde met een Bachelor of Science.
Van 1998 tot 2006 was Sununu werkzaam als ingenieur op het gebied van milieuwetenschap. Hierbij specialiseerde hij zich in bodem- en grondwatersanering en afvalwaterzuiveringsinstallaties. Daarna was hij gedurende een periode van vier jaar eigenaar en directeur van het familiebedrijf Sununu Enterprises, een strategische adviesgroep gevestigd in Exeter. Als aanvoerder van een groep investeerders kocht Sununu in 2010 het Waterville Valley Resort, een skiresort in de White Mountains. Hij was daar vervolgens tot 2016 actief als bestuursvoorzitter en zorgde samen met de United States Forest Service voor een aanzienlijke uitbreiding van het gebied.
Sununu is sinds 2001 gehuwd met zijn vrouw Valerie en kreeg met haar drie kinderen.

### Politieke activiteiten
Zijn eerste stappen in de politiek zette Sununu in 2011, toen hij namens de Republikeinse Partij lid werd van de New Hampshire Executive Council, de vijfkoppige bestuursraad van de staat New Hampshire die de gouverneur adviseert en controleert. Hij behield deze functie tot 2017.
In 2015 kondigde Sununu aan zich verkiesbaar te stellen voor het gouverneurschap van New Hampshire bij de verkiezingen van 2016. Hiermee werd hij een van de kandidaten om Maggie Hassan op te volgen, die na twee termijnen als gouverneur vrijwillig terugtrad. Sununu wist de voorverkiezing van de Republikeinse Partij nipt te winnen, waarna hij het bij de algemene verkiezingen moest opnemen tegen de Democraat Colin Van Ostern. In navolging van zijn vader, 34 jaar eerder, werd Sununu uiteindelijk verkozen tot gouverneur van New Hampshire, waarmee de staat na twaalf jaar weer een Republikein aan het roer kreeg. Hij werd op 5 januari 2017 beëdigd in de hoofdstad Concord. Bij de verkiezingen van 2018, 2020 en 2022 werd Sununu comfortabel herkozen voor respectievelijk een tweede, derde en vierde ambtstermijn. In 2018 behaalde hij zo'n 53% van de stemmen, in 2020 groeide zijn overmacht naar ruim 65% en in 2022 kwam hij uit op 57%.
Sununu is een gematigde Republikein met zowel conservatieve als liberale standpunten. In de abortuskwestie heeft hij zichzelf herhaaldelijk omschreven als pro-choice. Hij is een supporter van Lgbt-rechten en steunt ook het recht op wapenbezit. Van een mogelijke legalisering van softdrugs is hij geen voorstander; in plaats daarvan zette hij een succesvol project op om werkplekken te creëren voor drugsverslaafden. Ook werd veel geld geïnvesteerd in de bestrijding van de opioïdencrisis.
In de zomer van 2018 baarde Sununu opzien toen hij de welvarende plaats Waterville Valley voordroeg als een van de 27 gebieden die wegens een laag gemiddeld inkomen in aanmerking zouden komen voor federale belastingvoordelen. Aangezien de familie Sununu in Waterville Valley een groot wintersportgebied exploiteert, werd door sommigen gesproken van belangenverstrengeling. De gouverneur ontkende deze aantijgingen.
In mei 2019 werd in New Hampshire de doodstraf afgeschaft. Sununu was hier geen voorstander van en sprak een veto uit, maar dit werd door de Senaat verworpen.
Na vier volledige ambtstermijnen stelde Sununu zich bij de verkiezingen van 2024 niet meer herkiesbaar als gouverneur. Hij werd op 9 januari 2025 opgevolgd door zijn partijgenoot Kelly Ayotte.
- Gemeinsame Normdatei: 1192350146
- SNAC: w69q3s9j
- Virtual International Authority File: 5427156565727723500007
- WorldCat: E39PBJkXBXDc73mkPRWqkD4H4q